# Клокова
Клокова (на гръцки: Κλόκοβα) или още Паливуна (на гръцки: Παλιοβούνα) е планина в южна Етолоакарнания, Западна Гърция.
В древността е известна със старогръцкото си име Тафисос. Има вулканичен произход.